# چاه نظام والا
چاه نظام والا (به انگلیسی: Chah Nizam Walla) یک منطقهٔ مسکونی در پاکستان است که در پنجاب واقع شده‌است.